# Havelte
Havelte (52° 46′ N, 6° 14′ L) é uma cidade dos Países Baixos, na província de Drente. Havelte pertence ao município de Westerveld, e está situada a 17 km, a oeste de Hoogeveen.
Em 2001, a cidade de Havelte tinha 2770 habitantes. A área urbana da cidade é de 1.1 km², e tem 1207 residências. 
A área de Havelte, que também inclui as partes periféricas da cidade, bem como a zona rural circundante, tem uma população estimada em 3630 habitantes.

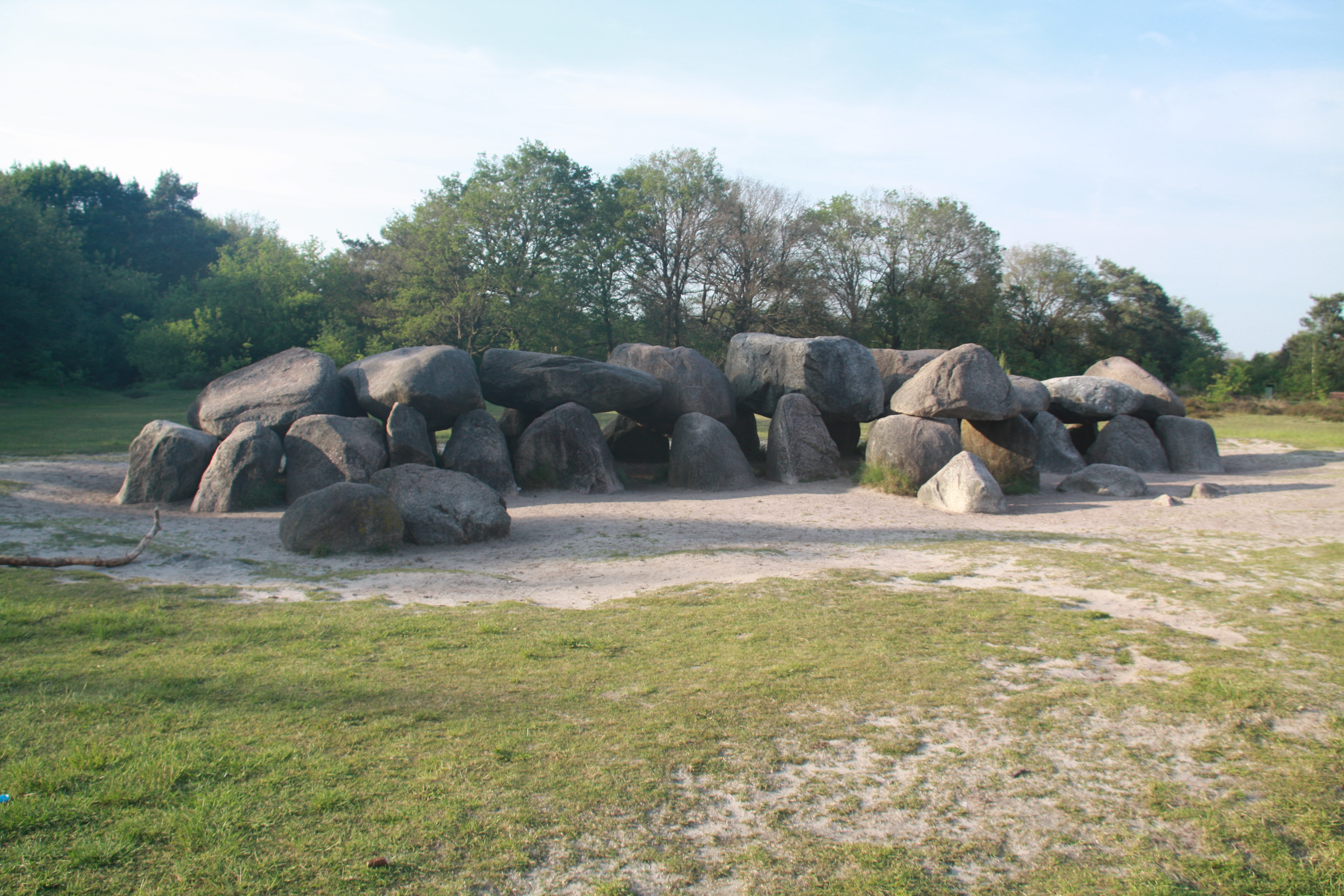
Dolmen D53
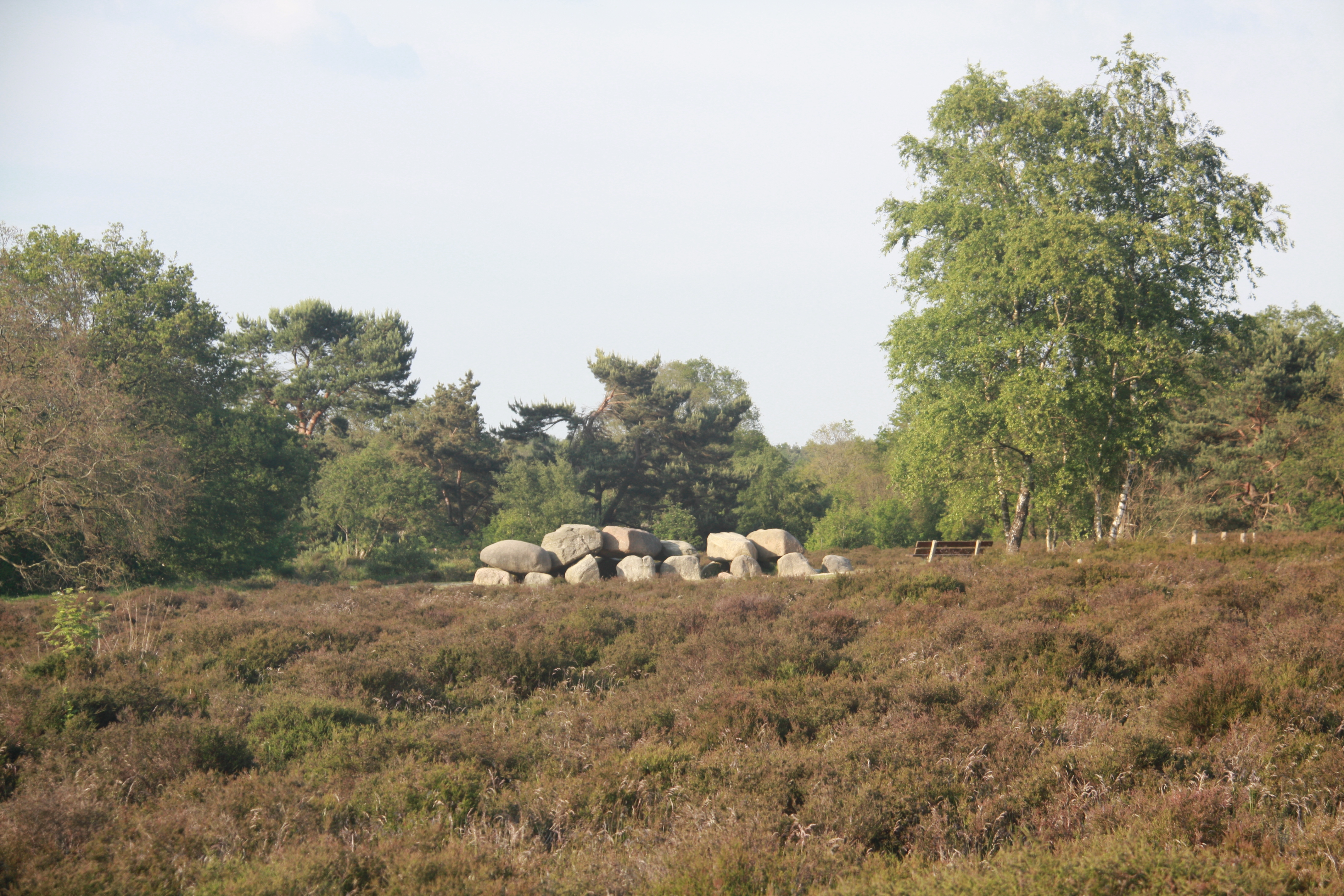
Dolmen D54